# Präsidentschaftswahl in Irland
Bei der Präsidentschaftswahl in Irland wird das Staatsoberhaupt der Republik Irland, der Präsident von Irland, gewählt.
Der Präsident von Irland wird alle sieben Jahre von den Bürgern der Republik gewählt; für den Fall eines vorzeitigen Ausscheidens muss die Wahl innerhalb von 60 Tagen stattfinden. In dieser Zeit übernimmt die Presidential Commission die Aufgaben des Präsidenten; sie gilt auch als Vertreter des Präsidenten. Die Wahl findet geheim nach dem System des Instant-Runoff-Voting statt. Während bei Wahlen zum Dáil Éireann sowohl irische als auch britische Bürger, die in Irland ihren festen Wohnsitz haben, wählen können, dürfen bei Präsidentschaftswahlen lediglich irische Bürger, die mindestens 18 Jahre alt sind, teilnehmen.
Zur Wahl kann sich jeder Staatsbürger stellen, der mindestens 35 Jahre alt ist und
- von zwanzig Mitgliedern des nationalen Parlaments (Oireachtas) oder
- von vier der irischen Verwaltungsbezirke nominiert wird.

Amtierende und ehemalige Amtsinhaber können auch ohne Nominierung kandidieren.
Steht nur ein Kandidat zur Wahl, gilt dieser automatisch (ohne tatsächliche Abstimmung) als gewählt. Ein Präsident kann maximal zwei Amtszeiten sein Amt ausüben.

## Übersicht der Präsidentschaftswahlen von 1938 bis heute
| Wahl | Weitere Kandidaten | Präsident                 | nominiert von                        |
| ---- | --- | ------------------------- | ------------------------------------ |
| 1938 | keine | Douglas Hyde              | Fine Gael, Fianna Fáil               |
| 1945 | Sean MacEoin (Fine Gael) Patrick MacCartan (Independent) | Sean T. O’Kelly           | Fianna Fáil                          |
| 1952 | keine | Sean T. O’Kelly           | Selbstnominierung                    |
| 1959 | Sean MacEoin (Fine Gael) | Eamon de Valera           | Fianna Fáil                          |
| 1966 | Tom O’Higgins (Fine Gael) | Eamon de Valera           | Fianna Fáil                          |
| 1973 | Tom O’Higgins (Fine Gael) | Erskine Hamilton Childers | Fianna Fáil                          |
| 1974 | keine | Cearbhall Ó Dálaigh       | Fianna Fáil, Fine Gael, Labour Party |
| 1976 | keine | Patrick Hillery           | Fianna Fáil                          |
| 1983 | keine | Patrick Hillery           | Selbstnominierung                    |
| 1990 | Brian Lenihan (Fianna Fáil) Austin Currie (Fine Gael) | Mary Robinson             | Labour Party                         |
| 1997 | Mary Banotti (Fine Gael) Adi Roche (Labour) Dana Rosemary Scallon (Independent) Derek Nally (Independent)                                                             | Mary McAleese             | Fianna Fáil                          |
| 2004 | keine | Mary McAleese             | Selbstnominierung                    |
| 2011 | Mary Davis (Parteilos) Seán Gallagher (Parteilos) Martin McGuinness (Sinn Féin) Gay Mitcdunkel (Fine Gael) David Norris (Parteilos) Dana Rosemary Scallon (Parteilos) | Michael D. Higgins        | Labour Party                         |
| 2018 | Peter Joseph Casey (parteilos) Gavin Duffy (parteilos) Joan Freeman (parteilos) Seán Gallagher (parteilos) Liadh Ní Riada (Sinn Féin)                                 | Michael D. Higgins        | Selbstnominierung                    |

## Die Wahlen im Detail

### 1938
Die Präsidentschaftswahlen im Jahr 1938 waren die ersten in Irland, um das neu geschaffene Amt des Präsidenten zu besetzen. Nach Verhandlungen zwischen Fianna Fáil und Fine Gael, wurde der ehemalige unabhängige Senator und Gründer der Gaelic League Douglas Hyde nominiert. Versuche des langjährigen Dubliner Oberbürgermeisters Alfred Byrne, ebenfalls nominiert zu werden, scheiterte an der benötigten Unterstützung. Hyde wurde daher ohne Gegenkandidat „gewählt“. Er übernahm im Juni 1938 sein Amt.

### 1945
1945 fand die erste „tatsächliche“ Wahl eines Präsidenten statt. Nach der Entscheidung des ersten Präsidenten Douglas Hyde, nicht zur Wiederwahl anzutreten, nominierte die Partei Fianna Fáil ihren Anführer, den Tánaiste Sean T. O’Kelly als ihren Kandidaten. Der unabhängige Republikaner Patrick MacCartan hatte zuerst keinen Erfolg, die erforderlichen 4 Stimmen zu erhalten. Da die Oppositionspartei Fine Gael mit diesem Misserfolg rechnete, entschied sie sich im letzten Moment dafür, einen eigenen Kandidaten aufzustellen: General Seán Mac Eoin. Doch MacCartan schaffte es letzten Endes doch noch, die 20 Stimmen des Oireachtas zu erhalten, so dass die Präsidentschaftswahl unerwartet drei Kandidaten enthielt.
Bei der Wahl gewann O’Kelly erwartungsgemäß, aber erst nach der zweiten Wahlrunde (siehe Instant-Runoff-Voting). Die Tatsache, dass O’Kelly dies nicht bereits in der ersten Runde schaffte, spiegelte bereits die wachsende Opposition gegen Eamon de Valeras Regierung wider und zeigte das Potential der Kooperation verschiedener Oppositionsparteien. De Valeras Regierung wurde bei der Wahl 1948 geschlagen und durch eine Mehrparteien-Regierung ersetzt.
| Kandidat | Kandidat          | Partei      | Erststimmen | Prozent |
| -------- | ----------------- | ----------- | ----------- | ------- |
|          | Sean T. O’Kelly   | Fianna Fáil | 537.965     | 49,52 % |
|          | Seán Mac Eoin     | Fine Gael   | 335.539     | 30,89 % |
|          | Patrick MacCartan | unabhängig  | 212.834     | 19,59 % |

### 1952
Bei der Wahl 1952, der ersten seit dem Bestehen der Republik Irland im Jahr 1949, entschied sich der amtierende Präsident Sean T. O’Kelly für eine zweite Amtszeit zu kandidieren. Keine Partei stellte einen Gegenkandidaten auf, lediglich der Satiriker Eoin (the Pope) O’Mahony versuchte, die Nominierungskriterien zu erfüllen und scheiterte. So wurde O’Kelly automatisch erneut Präsident.

### 1959
Bei der Wahl 1959 entschied (mit Druck seiner Parteimitglieder) der Gründer und langjährige Führer der Partei Fianna Fáil, der Taoiseach Éamon de Valera, die aktive Parteipolitik zu verlassen und sich um die Präsidentschaft zu bewerben. Die Oppositionspartei Fine Gael schickte ihren geschlagenen Kandidaten von 1945, General Seán Mac Eoin, erneut ins Rennen. Wie erwartet gewann de Valera.
| Kandidat | Kandidat        | Partei      | Erststimmen | Prozent |
| -------- | --------------- | ----------- | ----------- | ------- |
|          | Eamon de Valera | Fianna Fáil | 538.003     | 56,30 % |
|          | Seán Mac Eoin   | Fine Gael   | 417.536     | 43,70 % |

### 1966
1966 entschied sich Eamon de Valera widerstrebend, aber auf Druck seiner Partei für eine zweite Amtszeit zu kandidieren. Die Opposition entschied sich diesmal für einen ihrer jüngeren Parlamentariern: Tom O’Higgins. Bei einer erstaunlich knappen Wahl verpasste der Herausforderer den Sieg nur um 1 % oder knapp 10.000 Stimmen. De Valera schob später dieses knappe Ergebnis auf seinen Wahlkampfmanager Charles Haughey.
| Kandidat | Kandidat            | Partei      | Erststimmen | Prozent |
| -------- | ------------------- | ----------- | ----------- | ------- |
|          | Eamon de Valera     | Fianna Fáil | 558.861     | 50,48 % |
|          | Thomas F. O’Higgins | Fine Gael   | 548.144     | 49,52 % |

### 1973
Da Eamon de Valera verfassungsbedingt nicht für eine dritte Amtszeit kandidieren durfte, sollte zuerst der ehemalige Tánaiste Frank Aiken antreten, der aber ablehnte. Unter Druck seiner Partei trat Erskine Hamilton Childers an. Der Favorit bei der Wahl war Tom O’Higgins, der Kandidat von Fine Gael, der bei der letzten Wahl lediglich um 1 % verloren hatte. Doch Childers gewann überraschend diese Wahl.
| Kandidat | Kandidat                  | Partei      | Erststimmen | Prozent |
| -------- | ------------------------- | ----------- | ----------- | ------- |
|          | Erskine Hamilton Childers | Fianna Fáil | 635.867     | 51,97 % |
|          | Thomas F. O’Higgins       | Fine Gael   | 587.771     | 48,03 % |

### 1974
Durch den plötzlichen Tod des Präsidenten Erskine Hamilton Childers wurde bereits 1974 eine Präsidentschaftswahl notwendig. Ursprünglich vereinbarten alle Parteien heimlich, die Witwe des Präsidenten Rita Childers zu nominieren, doch bevor dies verkündet wurde und bevor es sogar ihr mitgeteilt wurde, führte ein Missverständnis zum Zusammenbruch dieser Vereinbarung. Der halb taube Fine-Gael-Minister Tom O’Donnell verstand die Frage eines Journalisten zur angeblichen Nominierung von Mrs. Childers falsch. Er dachte, dass der Journalist bereits über die Nominierung Bescheid wisse und bestätigte, dass Rita Childers die neue Präsidentin von Irland werden würde. Die Opposition, der Meinung, dass das ganze Durcheinander von der Regierung inszeniert wurde und diese daraus politische Vorteile schlagen wolle, zog sich daraufhin von der Vereinbarung zurück.
Stattdessen schlug Fianna Fáil den Kandidaten Cearbhall Ó Dálaigh vor, einen ehemaligen Präsidenten des Obersten Gerichtshofes und Justizminister unter Eamon de Valera. Alle Parteien stimmten zu, so dass Ó Dálaigh ohne Wahl zum neuen Präsidenten erklärt wurde. Erst bei dessen Amtseinführung erfuhr Jack Lynch, Führer von Fianna Fáil, durch Zufall bei einem Gespräch davon, dass das Wirrwarr um Mrs. Childers tatsächlich ein Missverständnis war.

### 1976
Die Wahl 1976 wurde aufgrund des plötzlichen Rücktritts von Präsident Cearbhall Ó Dálaigh im Oktober notwendig. Ó Dálaigh war zurückgetreten, nachdem der Verteidigungsminister Paddy Donegan den Präsidenten eine „kolossale Schande“ (thundering disgrace) genannt und ihn als unloyal gegenüber dem Staat bezeichnet hatte. a
Der Fianna-Fáil-Führer Jack Lynch schlug als Kandidaten Patrick Hillery vor, ehemaliger irischer Außenminister. Charles J. Haughey, ein Kritiker von Hillery, schlug hingegen den Parlamentarier aus Donegal Joe Brennan vor, doch Hillery gewann die parteiinterne Abstimmung problemlos.
Die Regierungsparteien Fine Gael und Irish Labour Party hätten einen Gegenkandidaten aufstellen können, entschieden sich aber aufgrund der Geschehnisse um den Rücktritt von Ó Dálaigh dagegen, so dass Patrick Hillery zum 6. Präsidenten erklärt wurde. Er übernahm am 3. Dezember 1976 sein Amt.

### 1983
1983 stimmte der aktuelle Präsident Patrick Hillery nach enormen politischem Druck zu, für eine weitere Amtszeit zu kandidieren. Obwohl sich der Friedensnobelpreis-Träger und Träger des Lenin-Friedenspreises, Seán MacBride, in der Zeitung Sunday Press darüber beklagte, dass er ebenfalls für das Amt kandidieren wolle, wurde lediglich Hillery nominiert, so dass dieser ohne eigentliche Wahl erneut Präsident wurde.

### 1990

Mehrheiten nach Counties: links Stimmen erster Präferenz, rechts: mit Berücksichtigung der Stimmen zweiter Präferenz
Brian Lenihan
Mary Robinson

Bei der Wahl 1990 verkündete die Irish Labour Party, dass sie zum ersten Mal einen Kandidaten aufstellen werde. Die Wahl fiel auf Mary Robinson, eine ehemalige Senatorin und liberale Befürworterin u. a. des Zugangs zu Verhütungsmitteln. Für Fianna Fáil trat der damalige Tánaiste (Vize-Premierminister) Brian Lenihan senior an, der sich parteiintern gegen John P. Wilson durchsetzte. Fine Gael schickte, nachdem der ehemalige Taoiseach Garret FitzGerald und der ehemalige Tánaiste Peter Barry nicht antreten wollten, den neuen Parlamentarier und ehemaligen sozialdemokratischen Minister in Nordirland, Austin Currie, ins Rennen.
Brian Lenihan galt vor der Wahl als Favorit, denn kein Fianna-Fáil-Kandidat hatte je eine Präsidentschaftswahl verloren. Doch Lenihan geriet ins Zwielicht, als er in einem Interview mit dem freischaffenden Journalisten Jim Duffy zugab, dass er 1982 bei der umstrittenen Auflösung des Parlaments in Versuche, auf Präsident Patrick Hillery Druck auszuüben, verstrickt war. Als nach seinen öffentlichen Unschuldsbeteuerungen dieses frühere Interview (aus dem Mai 1982) auftauchte, wurde er auf Druck des Koalitionspartners während des Wahlkampfs aus der Regierung entlassen.
Im ersten Wahlgang (siehe Instant-Runoff-Voting) verwies Mary Robinson den Kandidaten Austin Currie auf den dritten Platz und erreichte dann, nach Aufteilung der Zweitstimmen, überraschend den Sieg.
| Kandidat | Kandidat             | Partei             | Erststimmen | Prozent | mit Zweitstimmen |
| -------- | -------------------- | ------------------ | ----------- | ------- | ---------------- |
|          | Mary Robinson        | Irish Labour Party | 612.265     | 38,88 % | 817.830          |
|          | Brian Lenihan senior | Fianna Fáil        | 694.484     | 44,10 % | 731.273          |
|          | Austin Currie        | Fine Gael          | 267.902     | 17,02 % |                  |

### 1997
Die 11. Präsidentschaftswahl fand am 30. Oktober 1997 statt. Bei dieser Wahl traten bislang die meisten Kandidaten an; 5 Nominierte, von denen 4 Frauen waren. Die Kandidaten im Einzelnen:
Mary McAleese:
Mary McAleese war die Kandidatin von Fianna Fáil, obwohl sie im Vorfeld nicht als Favoritin in die parteiinterne Ausscheidung gegangen war. Neben ihr kandidierten noch der ehemalige Taoiseach Albert Reynolds sowie Michael O’Kennedy, ein ehemaliger Minister. In der ersten Wahlrunde erreichte Reynolds 49 Stimmen, McAleese 42 und O’Kennedy 21. In der entscheidenden Wahlrunde gewann McAleese mit 62 zu 48 Stimmen.
Mary Banotti:
Die Fine-Gael-Kandidatin war Mary Banotti, eine Großnichte von Michael Collins und Schwester des Abgeordnetenführers der Partei Nora Owen. Sie galt als exzellente Wahl und schlug in der parteiinternen Ausscheidung knapp Avril Doyle.
Adi Roche:
Adi Roche ging für die Parteien Labour Party, Democratic Left und Green Party ins Rennen. Als Wohltätigkeits-Arbeiterin und Verfechter der Menschenrechte, war Roche eine gute Wahl für die beteiligten Parteien.
Dana Rosemary Scallon:
Dana Rosemary Scallon wurde von 5 Bezirksgemeinden nominiert und war somit ebenfalls berechtigt an der Wahl teilzunehmen, auch wenn diese Art der Nominierung erstmals zum Tragen kam. Scallon war 1970 Gewinnerin des Eurovision Song Contest und setzte sich in erster Linie für die Familienwerte ein.
Derek Nally:
Fünfter im Bunde war der einzige männliche Kandidat Derek Nally. Er war ein ehemaliger Polizist und Kämpfer für die Rechte von Opfern – auch er erhielt die Nominierung von 5 Bezirksgemeinden.
Die Wahl musste, da die amtierende Präsidentin Mary Robinson bereits sieben Jahre im Amt war, in jenem Jahr stattfinden, wurde aber aufgrund ihres Rücktritts etwas nach vorne verlegt – Robinson trat zurück, um eine Position als Hochkommissarin für Menschenrechte bei den Vereinten Nationen anzutreten. Vor der Wahl galt Adi Roche als mögliche Gewinnerin, doch sie geriet in Schwierigkeiten und ihr Wahlkampf war zu Ende, bevor er begonnen hatte, als ihr Mobbing gegenüber ihren Mitarbeitern vorgeworfen wurde. Banotti zeigte einen soliden Wahlkampf, während Dana mit ihrem Auftreten und ihrem Wahlkampf alle überraschte. Derek Nallys Auftreten wurde von wahlkampfinternen Problemen beeinflusst.
Die Wahlbeteiligung war mit nur 1.279.688 Wählern (48 %) sehr niedrig. McAleese gewann die Wahl überraschend eindeutig vor Banotti, während Dana ebenfalls überraschend Roche auf einen beschämenden vierten Platz verwies.
| Kandidat | Kandidat              | Partei      | Erststimmen | Prozent |
| -------- | --------------------- | ----------- | ----------- | ------- |
|          | Mary McAleese         | Fianna Fáil | 574.424     | 45,24 % |
|          | Mary Banotti          | Fine Gael   | 372.002     | 29,30 % |
|          | Dana Rosemary Scallon | Unabhängig  | 175.458     | 13,82 % |
|          | Adi Roche             | Unabhängig  | 88.423      | 6,95 %  |
|          | Derek Nally           | Unabhängig  | 59.529      | 4,69 %  |

### 2004
Als Datum für die Präsidentschaftswahl 2004 war der 22. Oktober 2004 vorgesehen, doch als am 1. Oktober die Frist der Nominierungen abgelaufen war, war Mary McAleese, die sich als amtierende Präsidentin selbst nominiert hatte, die einzige Kandidatin. So wurde McAleese ohne Abstimmung für eine zweite siebenjährige Amtszeit gewählt. Dies war nach Sean T. O’Kelly (1952) und Patrick Hillery (1983) zum dritten Mal der Fall.

### 2011
Die 12. Präsidentschaftswahl fand am 27. Oktober 2011 statt. Die amtierende Präsidentin Mary McAleese konnte dabei nach zwei siebenjährigen Amtsperioden nicht erneut kandidieren. Um ihre Nachfolge bewarben sich sieben Kandidaten, so viele wie nie zuvor. Internationale Aufmerksamkeit erreichte dabei vor allem die Kandidatur des stellvertretenden Ersten Ministers von Nordirland, Martin McGuinness. Die Wahl war außerdem die erste Präsidentschaftswahl nach der Finanzkrise und den daraus resultierenden dramatischen Verschiebungen der Mehrheitsverhältnisse im irischen Parlament.
Die Wahl gewann der Labour-Politiker Michael D. Higgins in der vierten Runde der Auszählung mit 1.007.104 Stimmen (61,6 Prozent) gegen den einzig noch verbliebenen Kandidaten Seán Gallagher (628.114 Stimmen). Higgins hatte auch in allen vorangehenden Auszählungsrunden deutlich vor Gallagher geführt. Die Wahlbeteiligung lag bei 56,1 Prozent.
| Kandidat | Kandidat              | Partei                                         | Erststimmen | Prozent |
| -------- | --------------------- | ---------------------------------------------- | ----------- | ------- |
|          | Mary Davis            | Unabhängig                                     | 48.657      | 2,7     |
|          | Seán Gallagher        | Unabhängig (früheres Mitglied von Fianna Fáil) | 504.964     | 28,5    |
|          | Michael D. Higgins    | Labour                                         | 701.101     | 39,6    |
|          | Martin McGuinness     | Sinn Féin                                      | 243.030     | 13,7    |
|          | Gay Mitchell          | Fine Gael                                      | 113.321     | 6,4     |
|          | David Norris          | Unabhängig                                     | 109.469     | 6,2     |
|          | Dana Rosemary Scallon | Unabhängig                                     | 51.220      | 2,9     |

### 2018
Die 13. Präsidentschaftswahl fand zusammen mit dem Referendum zum 37. Verfassungszusatz am 26. Oktober 2018 statt. Neben dem amtierenden Präsidenten Michael D. Higgins traten fünf weitere Kandidaten zur Wahl an; von den relevanten politischen Parteien Irlands nominierte allerdings nur Sinn Féin eine Kandidatin, alle anderen unterstützten die Kandidatur von Higgins oder verzichteten. Mit Peter Joseph Casey, Gavin Duffy und Seán Gallagher traten gleich drei Geschäftsmänner an, die in der irischen Version von Dragons’ Den aufgetreten waren.
Higgins konnte sich bereits in der ersten Auszählrunde durchsetzen. Die Wahlbeteiligung lag bei 43,9 Prozent.
| Kandidat | Kandidat           | Partei | Erststimmen | Prozent |
| -------- | ------------------ | --- | ----------- | ------- |
|          | Peter Joseph Casey | Unabhängig | 342.727     | 23,3    |
|          | Gavin Duffy        | Unabhängig | 32.198      | 2,2     |
|          | Joan Freeman       | Unabhängig | 87.908      | 6,0     |
|          | Seán Gallagher     | Unabhängig | 94.514      | 6,4     |
|          | Michael D. Higgins | Unabhängig (bis zur Präsidentschaft Mitglied der Labour Party, unterstützt außerdem von Fine Gael, Fianna Fáil, Social Democrats und Green Party) | 822.566     | 55,8    |
|          | Liadh Ní Riada     | Sinn Féin | 93.987      | 6,4     |

### 2025
Die 14. Präsidentschaftswahl findet am 27. Oktober 2025 statt. Michael D. Higgins konnte nicht mehr antreten. 
Die Fine Gael nominierte am 15. Juli 2025 Mairead McGuinness als ihre Kandidatin für die Wahl, aus gesundheitlichen Gründe zog sie aber im August 2025 zurück. Die unabhängige Parlamentsabgeordnete Catherine Connolly kandidiert mit Unterstützung von Social Democrats, People Before Profit und anderen Unabhängigen.